# La Neuvelle-lès-Scey
La Neuvelle-lès-Scey est une commune française située dans le département de la Haute-Saône, la région culturelle et historique de Franche-Comté et la région administrative Bourgogne-Franche-Comté.

## Géographie
La Neuvelle-lès-Scey est située au nord-ouest du département, sur la RD 3 à 22 km de la ville préfecture de Vesoul et à 60 km de Besançon. Située à juste 1 km de la RN 19 qui relie Langres à Belfort, la commune profite des avantages de la campagne tout en restant proche de ce grand axe desservant les villes situées à plus ou moins grande distance.
Nichée au creux d'une colline boisée surnommée le Paradis, sa superficie est de 646 ha, et son altitude moyenne est de 280 m. Sa population, les Neuvellés, a récemment dépassé les 200 habitants.

### Climat
Pour des articles plus généraux, voir Climat de la Bourgogne-Franche-Comté et Climat de la Haute-Saône.
En 2010, le climat de la commune est de type climat des marges montargnardes, selon une étude du Centre national de la recherche scientifique s'appuyant sur une série de données couvrant la période 1971-2000. En 2020, Météo-France publie une typologie des climats de la France métropolitaine dans laquelle la commune est dans une zone de transition entre le climat océanique altéré et le climat océanique altéré et est dans la région climatique  Lorraine, plateau de Langres, Morvan, caractérisée par un hiver rude (1,5 °C), des vents modérés et des brouillards fréquents en automne et hiver. 
Pour la période 1971-2000, la température annuelle moyenne est de 9,8 °C, avec une amplitude thermique annuelle de 16,8 °C. Le cumul annuel moyen de précipitations est de 977 mm, avec 13,3 jours de précipitations en janvier et 9,4 jours en juillet. Pour la période 1991-2020, la température moyenne annuelle observée sur la station météorologique de Météo-France la plus proche, « Combeaufontaine », sur la commune de Combeaufontaine à 4 km à vol d'oiseau, est de 10,7 °C et le cumul annuel moyen de précipitations est de 1 044,0 mm. 
La température maximale relevée sur cette station est de 41 °C, atteinte le 25 juillet 2019 ; la température minimale est de −26 °C, atteinte le 6 janvier 1985,,. 
Les paramètres climatiques de la commune ont été estimés pour le milieu du siècle (2041-2070) selon différents scénarios d'émission de gaz à effet de serre à partir des nouvelles projections climatiques de référence DRIAS-2020. Ils sont consultables sur un site dédié publié par Météo-France en novembre 2022.

## Urbanisme

### Typologie
Au 1er janvier 2024, La Neuvelle-lès-Scey est catégorisée commune rurale à habitat dispersé, selon la nouvelle grille communale de densité à sept niveaux définie par l'Insee en 2022.
Elle est située hors unité urbaine. Par ailleurs la commune fait partie de l'aire d'attraction de Vesoul, dont elle est une commune de la couronne,. Cette aire, qui regroupe 158 communes, est catégorisée dans les aires de 50 000 à moins de 200 000 habitants,.

### Occupation des sols
L'occupation des sols de la commune, telle qu'elle ressort de la base de données européenne d’occupation biophysique des sols Corine Land Cover (CLC), est marquée par l'importance des territoires agricoles (64,7 % en 2018), en diminution par rapport à 1990 (70,8 %). La répartition détaillée en 2018 est la suivante : 
terres arables (59,1 %), forêts (29,2 %), zones urbanisées (6,1 %), zones agricoles hétérogènes (5,4 %), prairies (0,1 %). L'évolution de l’occupation des sols de la commune et de ses infrastructures peut être observée sur les différentes représentations cartographiques du territoire : la carte de Cassini (XVIIIe siècle), la carte d'état-major (1820-1866) et les cartes ou photos aériennes de l'IGN pour la période actuelle (1950 à aujourd'hui).

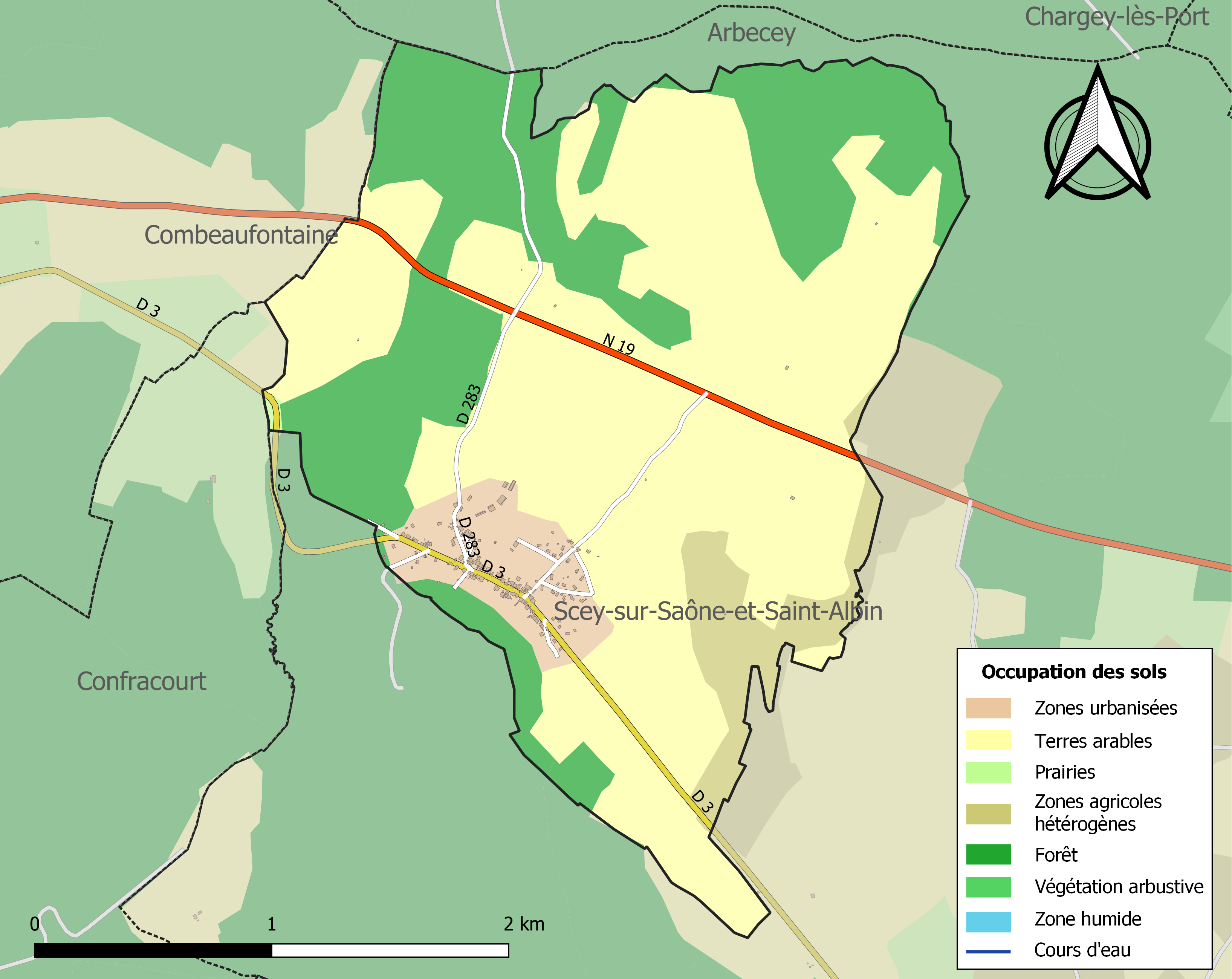
Carte des infrastructures et de l'occupation des sols de la commune en 2018 (CLC).

## Toponymie
Le nom du village vient de l'espagnol[réf. nécessaire] « Nova vila » qui signifie « terre nouvellement défrichée »[réf. nécessaire], tandis que « Scey » est une référence aux sources salées de Scey-sur-Saône, le bourg tout proche.

## Histoire
Une voie romaine qui reliait autrefois Besançon à la Lorraine traversait le site de La Neuvelle-lès-Scey.

## Politique et administration

### Rattachements administratifs et électoraux
La Neuvelle-lès-Scey fait partie de l'arrondissement de Vesoul du département de la Haute-Saône, en région Bourgogne-Franche-Comté. Pour l'élection des députés, elle dépend de la première circonscription de la Haute-Saône.
La commune faisait partie depuis 1801 du canton de Combeaufontaine. Dans le cadre du redécoupage cantonal de 2014 en France, la commune fait désormais partie du canton de Jussey.

### Intercommunalité
La commune est membre de la Communauté de communes des Combes, créée le 31 décembre 1994.

### Liste des maires
| Période                                  | Période                    | Identité         | Étiquette | Qualité                                                            |
| ---------------------------------------- | -------------------------- | ---------------- | --------- | ------------------------------------------------------------------ |
| Les données manquantes sont à compléter. |                            |                  |           |                                                                    |
| mars 1989                                | mars 1995                  | Albert Racine    |           | Agriculteur                                                        |
| mars 1995                                | janvier 2010               | Charles Poinsel  |           | Retraité de la Marine nationale Démissionnaire                     |
| janvier 2010                             | En cours (au 3 avril 2016) | François Richard | SE        | Technicien forestier principal ONF Réélu pour le mandat 2014-2020, |

## Démographie
L'évolution du nombre d'habitants est connue à travers les recensements de la population effectués dans la commune depuis 1793. Pour les communes de moins de 10 000 habitants, une enquête de recensement portant sur toute la population est réalisée tous les cinq ans, les populations de référence des années intermédiaires étant quant à elles estimées par interpolation ou extrapolation. Pour la commune, le premier recensement exhaustif entrant dans le cadre du nouveau dispositif a été réalisé en 2005.

En 2022, la commune comptait 170 habitants, en évolution de −8,11 % par rapport à 2016 (Haute-Saône : −1,4 %, France hors Mayotte : +2,11 %).
| 1793 | 1800 | 1806 | 1821 | 1831 | 1836 | 1841 | 1846 | 1851 |
| ---- | ---- | ---- | ---- | ---- | ---- | ---- | ---- | ---- |
| 298  | 314  | 323  | 313  | 420  | 419  | 411  | 407  | 389  |

| 1856 | 1861 | 1866 | 1872 | 1876 | 1881 | 1886 | 1891 | 1896 |
| ---- | ---- | ---- | ---- | ---- | ---- | ---- | ---- | ---- |
| 334  | 343  | 345  | 348  | 333  | 319  | 299  | 301  | 280  |

| 1901 | 1906 | 1911 | 1921 | 1926 | 1931 | 1936 | 1946 | 1954 |
| ---- | ---- | ---- | ---- | ---- | ---- | ---- | ---- | ---- |
| 267  | 248  | 210  | 182  | 177  | 176  | 160  | 156  | 139  |

| 1962 | 1968 | 1975 | 1982 | 1990 | 1999 | 2005 | 2006 | 2010 |
| ---- | ---- | ---- | ---- | ---- | ---- | ---- | ---- | ---- |
| 152  | 134  | 100  | 106  | 131  | 125  | 175  | 186  | 176  |

| 2015 | 2020 | 2022 | - | - | - | - | - | - |
| ---- | ---- | ---- | - | - | - | - | - | - |
| 181  | 172  | 170  | - | - | - | - | - | - |

Jusqu'à l'aube des années 2000, la population stagnait aux alentours de 130 habitants ; dans l'optique de redonner un peu de vie au village la nouvelle municipalité a alors décidé de créer un petit lotissement afin d'attirer des familles avec enfants, et de permettre aux jeunes du village d'y demeurer. Parallèlement quelques parcelles privées ont également été vendues permettant la construction de maisons neuves. Ainsi, la population a un peu augmenté.

## Économie
Hormis quelques exploitations agricoles familiales, l'activité la plus importante de la commune consiste en une plantation de sapins de Noël, variétés « Nordmann » et « Bleu ». Ils sont vendus et exportés dans toute l'Europe au moment des fêtes de fin d'année.

## Culture locale et patrimoine

### Lieux et monuments
Le village ne possède pas d'église. La petite chapelle construite au XIXe siècle contient un porte-cierge en bronze doré datant du XVIIIe siècle.
Dans le village existent encore quelques maisons des XVIIe et XVIIIe siècles. Sont également présents : un calvaire, une ancienne fontaine, un ancien lavoir et un puits.

Les nombreux bois tout proches (forêts communales de La Neuvelle-lès-Scey, Confracourt, Arbecey, Chargey-lès-Port...) permettent de belles promenades pédestres ou la pratique du VTT.

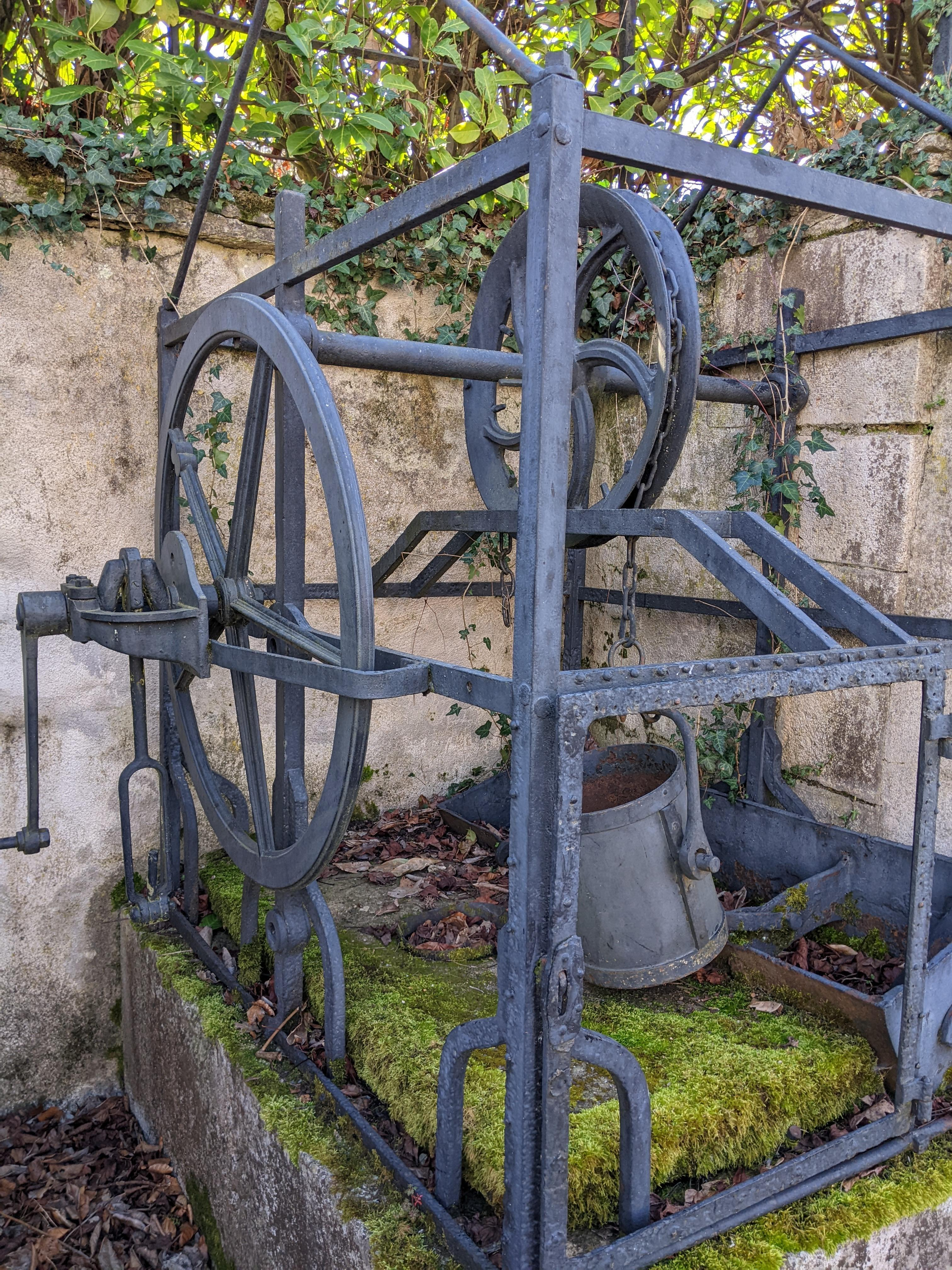
Ancien puits.
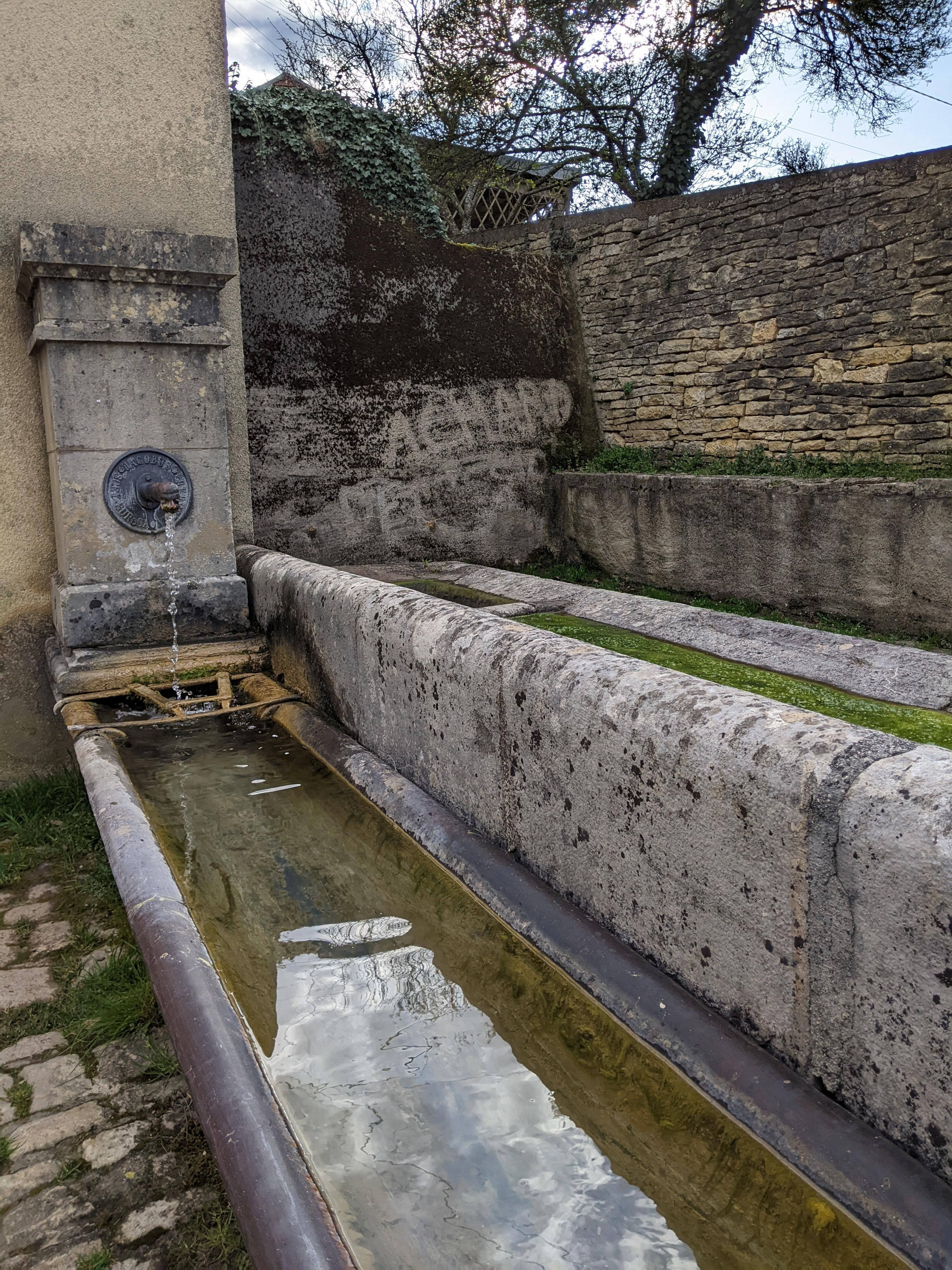
Ancien lavoir.
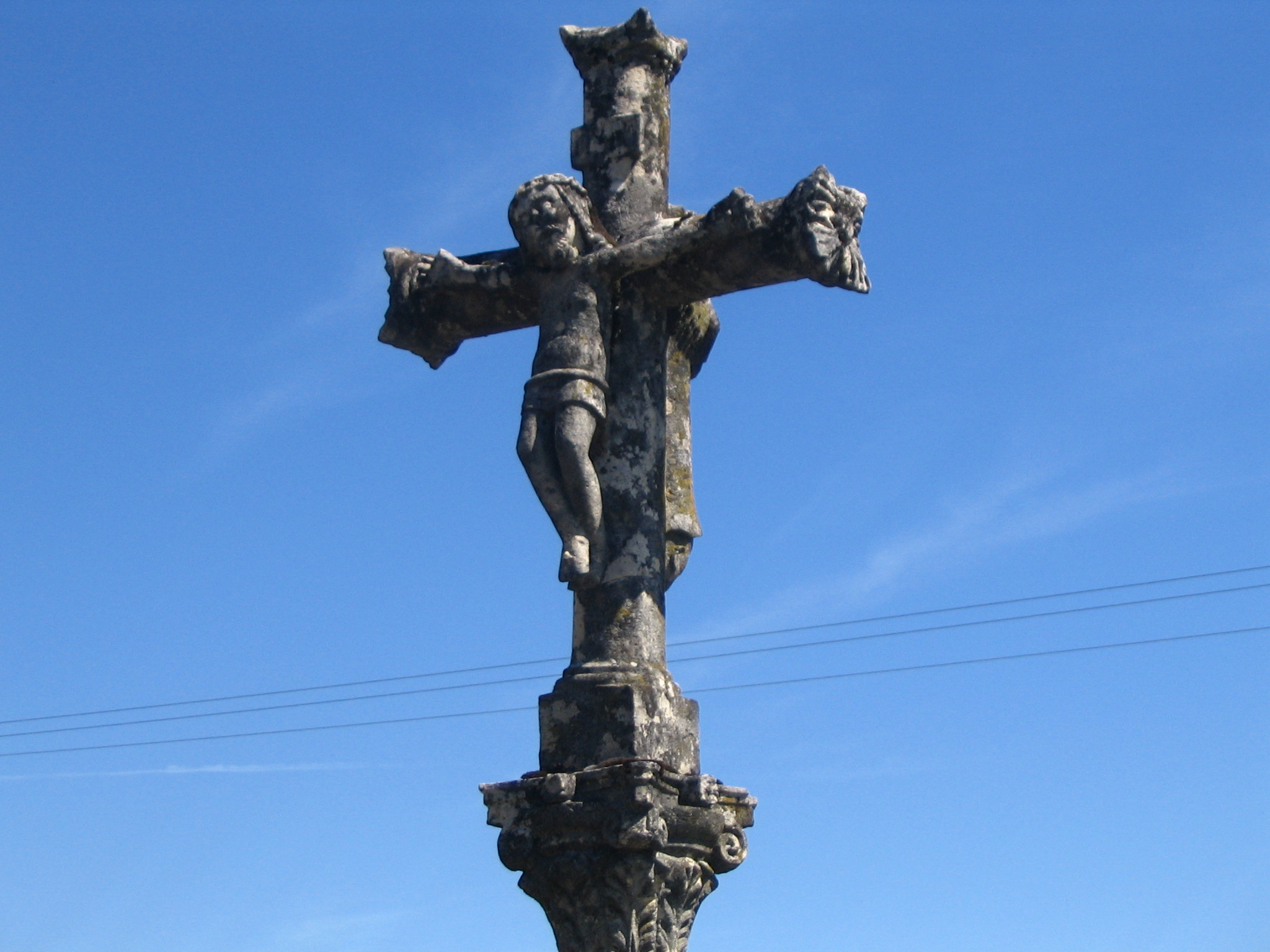
Calvaire.
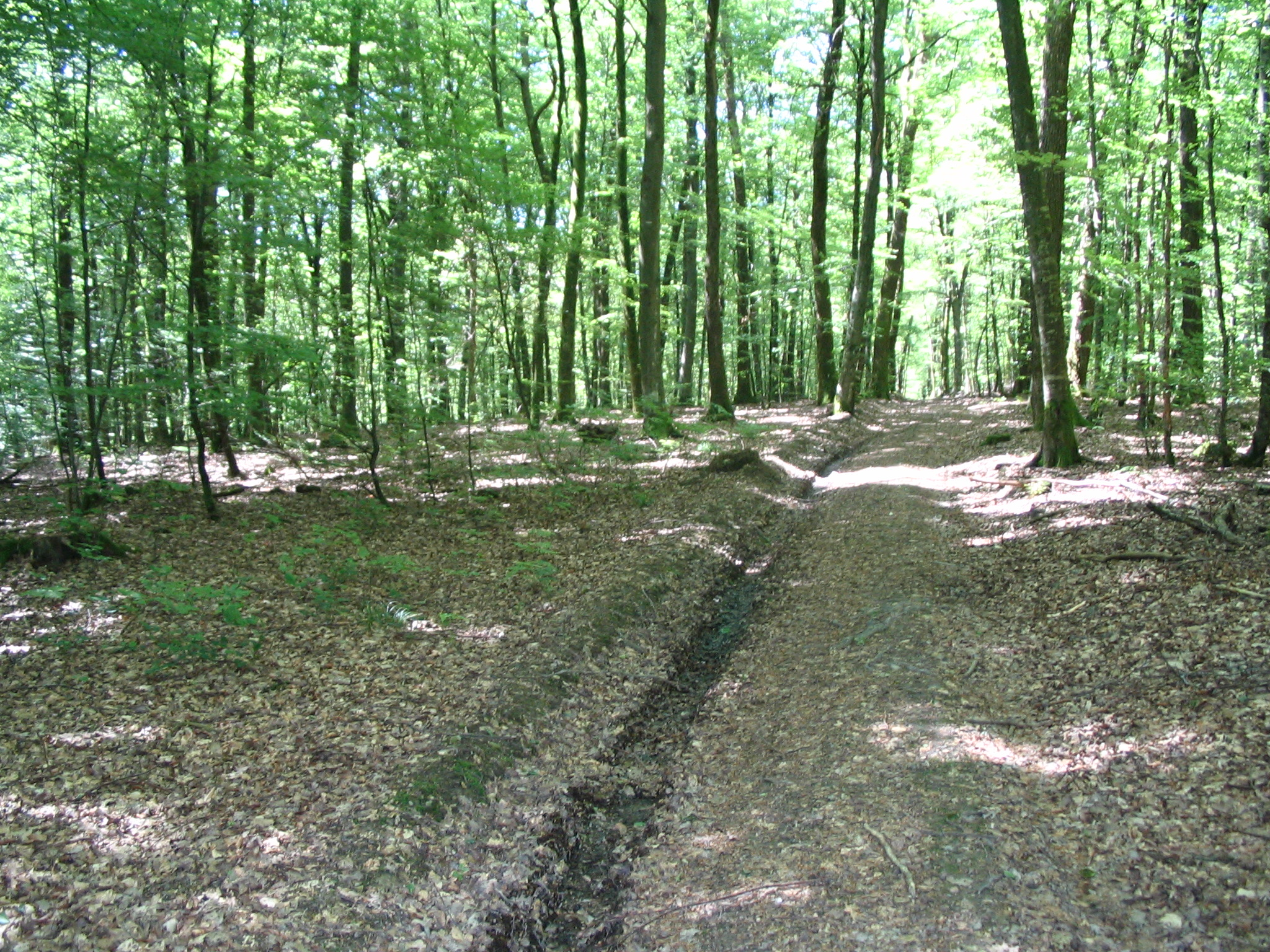
Les bois autour de La Neuvelle-lès-Scey.